# Polygonum baicalense
Polygonum baicalense là một loài thực vật có hoa trong họ Rau răm. Loài này được Sipliv. miêu tả khoa học đầu tiên.